# Björkäng
Ej att förväxla med småorten Björkäng och Smedsgård i Varbergs kommun.
Björkäng är en småort i Bollebygds kommun i Västra Götalands län, belägen i Bollebygds socken söder om Östra Nedsjön.